# Nicholas McCarthy
Pour les articles homonymes, voir MacCarthy.
Nicholas McCarthy (1989) est un pianiste britannique. Né sans main droite, il est le premier pianiste de la main gauche à être diplômé du Royal College of Music de Londres au cours de ses 130 ans d'histoire.

## Biographie
McCarthy grandit dans le Tadworth, Surrey. Il commence ses études de piano à 14 ans et à 17, est accepté par le département des jeunes à la Guildhall School of Music and Drama, où il remporte le prix annuel de piano, à la condition qu'il mette l'accent sur le répertoire écrit spécifiquement pour la main gauche. Il s'inscrit ensuite au département clavier au Royal College of Music et devient le premier diplômé pour ses études de la main gauche en 2012.
McCarthy est un membre de la British Paraorchestra, un ensemble créé par le chef d'orchestre Charles Hazlewood en 2011, qui a effectué aux côtés de Coldplay au cours de la cérémonie de clôture des jeux paralympiques de 2012 à Londres, en septembre 2012.
Le 23 septembre 2013, McCarthy parle de son expérience lors d'une conférence TED tenue au Royal Albert Hall,. En 2014, il participe en tant que conférencier invité pour une émission télévisée des BBC Proms.
Le 4 novembre 2015, McCarthy apparaît sur la radio de musique classique de la BBC Radio 4 pour l'émission Front Row, au cours de laquelle il a discuté de l'enregistrement de son premier album intitullé « Solo ».

## Discographie
- « Solo » : Einaudi, Mascagni, Puccini, Rachmaninov, Liszt, Chopin, Scriabine, Blumenfeld, Gershwin, R. Strauss, Nigel Hess (23-26 juin 2015, Warner 0825646052400) (OCLC 935199056)